# Jules Séglas
Louis Jules Ernest Seglas est un psychiatre français né le 31 mai 1856 à Évreux, et, mort le 6 décembre 1939 à Villeneuve-Saint-Georges ayant exercé et enseigné à Paris. 
Il a particulièrement étudié la nosographie des délires, des hallucinations et plus largement des psychoses. Ses idées ont inspiré nombre de psychiatres, entre autres Henri Ey.